# Тигреш (остров)
Тигреш (порт. Ilha dos Tigres) — самый большой остров Анголы. Находится в провинции Намибе.

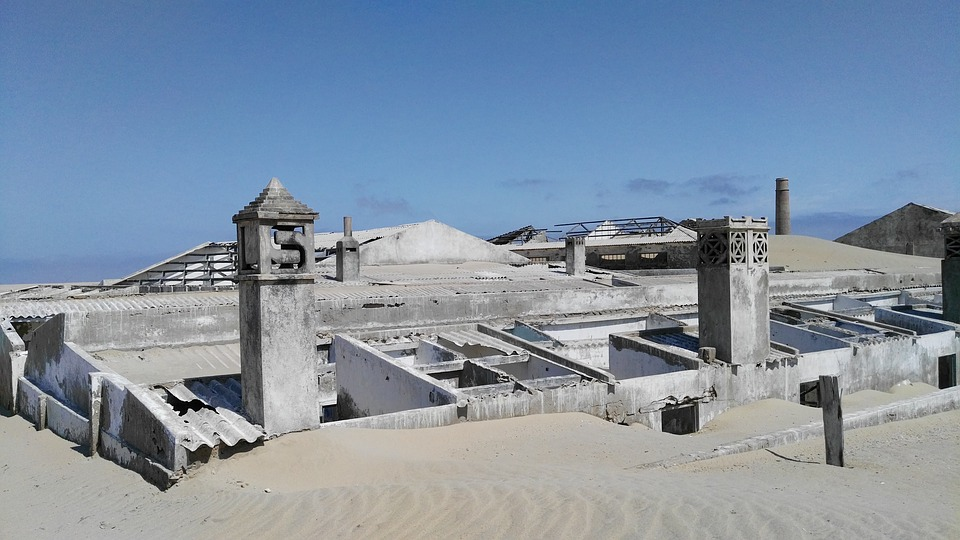
Руины деревни, 2016 год

Площадь острова составляет 98 км².

## История
Некогда Тигриш был полуостровом в одноимённом проливе. На нём находилась рыбацкая деревня Сан-Мартин-душ-Тигреш (порт. São Martinho dos Tigres).
14 марта 1962 года океан прорвался через перешеек полуострова, таким образом полуостров Тигреш превратился в остров без водоснабжения. Позже деревня и насосная станция в устье реки Кунене были заброшены и превратились в города-призраки, которые медленно опустыниваются.